# 県病院前停留場
県病院前停留場（けんびょういんまえていりゅうじょう、県病院前電停）は、広島市南区宇品神田一丁目および翠一丁目にある広島電鉄宇品線の路面電車停留場である。駅番号はU11。

## 歴史
当停留場は1935年（昭和10年）、宇品線の御幸橋東詰から宇品までの区間が宇品通りを通る新線に移設されたのと同時に開設された。当時は停留場近くに旧制広陵中学校が存在していたため、広陵中学前停留場（こうりょうちゅうがくまえていりゅうじょう）という停留場名であった。
1945年（昭和20年）8月6日には原爆投下により宇品線をはじめ広島電鉄の市内電車は全線不通となるが、当停留場を含む宇品線の電鉄前から向宇品までの区間は被爆の同月中に復旧を果たしている。1948年（昭和23年）には原爆投下により焼失した公立広島病院の後を継いだ県立広島病院が当地に開院、これを受けて停留場名は県病院前停留場に改められている。

### 年表
- 1935年（昭和10年）12月27日：宇品線の御幸橋東詰 - 宇品間が新線へ移設、同時に広陵中学前停留場として開業[3]。
- 1948年（昭和23年）頃：県病院前停留場に改称[3]。
- 2014年（平成26年）12月15日：ホームの改良工事が完了する[5]。

## 停留場構造

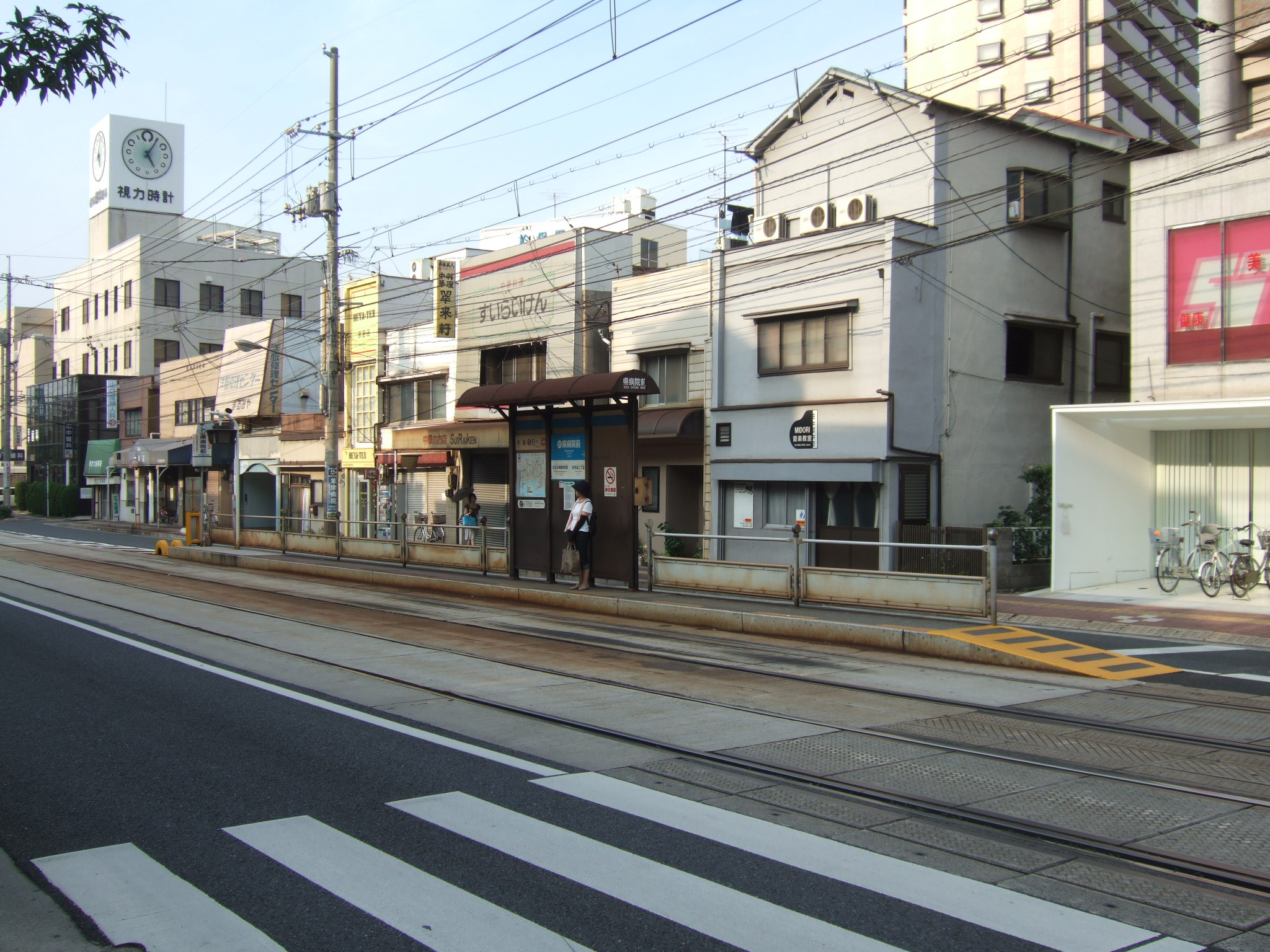
広島港方面ホーム（2009年）

宇品線はほぼすべての区間で道路上に軌道が敷かれた併用軌道であり、当停留場も道路上にホームが設けられている。ホームは低床式で2面あり、南北方向に伸びる2本の線路を挟み込むように配置されている。ただし互いのホームは南北方向にずれて位置しており、交差点の北側に広島港方面へ向かう下りホーム、南側に広島駅・紙屋町方面へ向かう上りホームがある。
ホーム長はいずれも3両・5両連接車に対応している。利用客が多い停留場であるが設備の安全性に難があったため、2014年（平成26年）には改修工事が実施され、下りホームの上屋の延長と上下両ホームに設置されていた安全柵の交換がなされた。

### 運行系統
当停留場には広島電鉄で運行されている系統のうち1号線、5号線、7号線、それに0号線が乗り入れる。
| 下りホーム | 1号線 · 5号線 · 7号線 | 広島港ゆき                 |
| 下りホーム | 5号線                 | 宇品二丁目ゆき             |
| 上りホーム | 1号線                 | （紙屋町東経由）広島駅ゆき |
| 上りホーム | 5号線                 | （比治山下経由）広島駅ゆき |
| 上りホーム | 7号線                 | （紙屋町西経由）横川駅ゆき |
| 上りホーム | 0号線                 | 広電本社前ゆき             |

## 停留場周辺
周辺は古くからの住宅街である。県立広島病院は停留場の南東方向にあり、付近には県立広島大学や宇品郵便局が立地している。かつての停留場名にもなっていた旧制広陵中学校の校地はみゆきプラザ（みゆきパーク・マンション、イオンみゆき店）として利用されており、その北には千田廟公園がある。
県病院方向に伸びる県道86号はかつての海岸線・堤防に相当する。それ以南はかつて海であり、明治時代以降に宇品港築港により造成された埋立地である。堤防があった名残として、当停留場から宇品方面に向けては路面が下っている。堤防の土手には桜の木が植えられていたことから「桜の土手」と称され、戦時中の1945年（昭和20年）6月には県道86号の方向に「桜土手引込線」と呼ばれる留置線が敷かれ、車両の疎開が行われた。

### バス路線
黄金山通り沿いに県病院前バス停があり、広電バス・広島バス・広島交通が停車する。
県病院前バス停（東行き 県立広島大学前方面）
- 301 まちのわループ 左回り（広電バス・広島バス・広島交通） 旭町・大学病院方面
- 342 → 341 まちのわループ 皆実町4丁目・大学病院入口方面
- 12号線（広電バス） 県立広島大学前・仁保沖町方面

県病院前バス停（北西行き 御幸橋方面）
- 302 まちのわループ 右回り（広電バス・広島バス・広島交通） 日赤病院前・富士見町方面
- 12号線（広電バス） 御幸橋・富士見町方面

西翠町バス停（宇品通り南行き 県立広島大学前方面）
- 301 まちのわループ 左回り（広電バス・広島バス・広島交通） 旭町・大学病院方面
- 342 → 341 まちのわループ 皆実町4丁目・大学病院入口方面
- 12号線（広電バス） 県立広島大学前・仁保沖町方面

西翠町バス停（宇品通り北行き 御幸橋方面）
- 302 まちのわループ 右回り（広電バス・広島バス・広島交通） 日赤病院前・富士見町方面
- 12号線（広電バス） 御幸橋・富士見町方面

## 隣の停留場
広島電鉄
■宇品線
広大附属学校前停留場 (U10) - 県病院前停留場 (U11) - 宇品二丁目停留場 (U12)